# Rellotge universal Urania

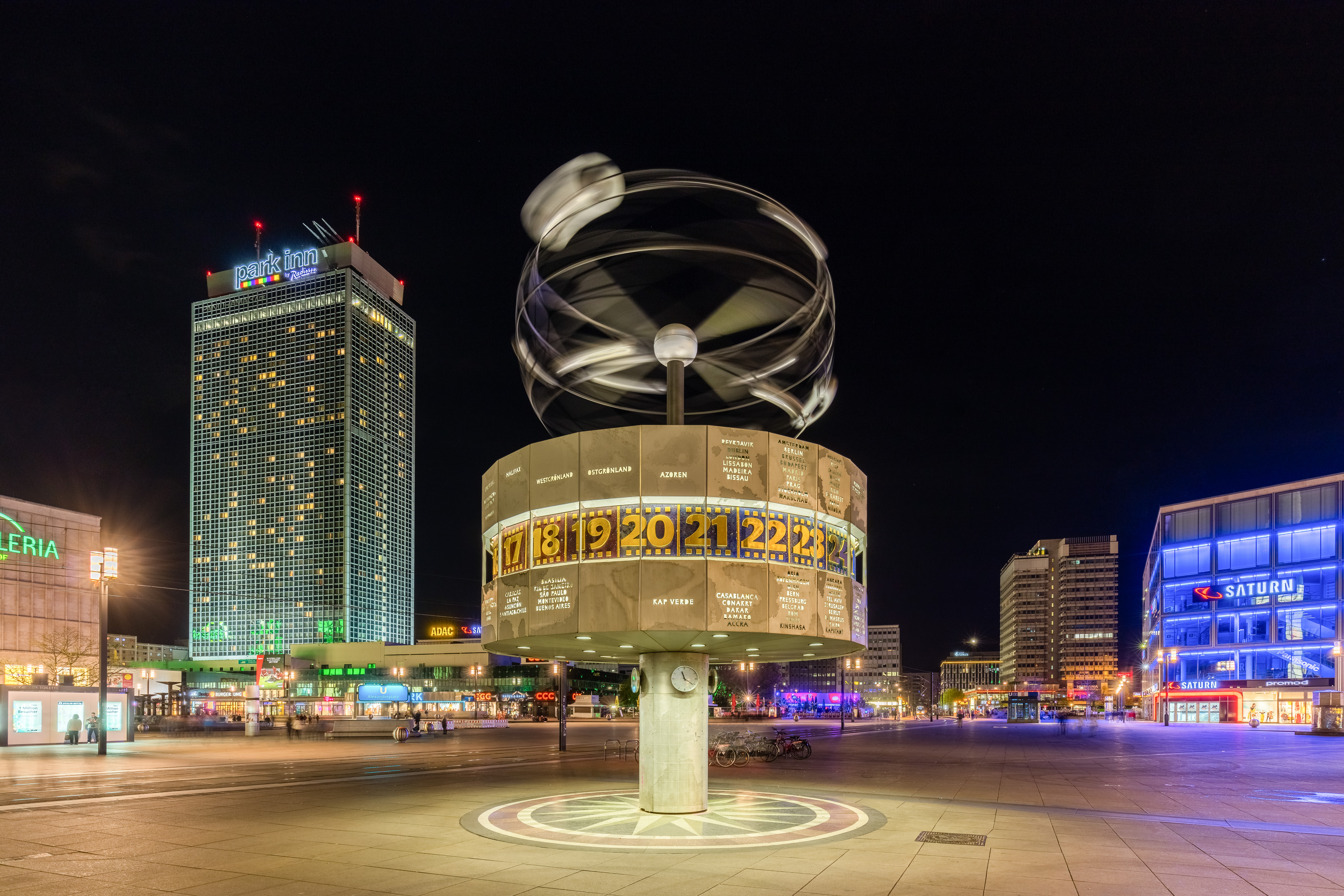
Vista nocturna del Rellotge Mundial, presa el 22 d'abril de 2016.

El rellotge mundial (Weltzeituhr), o rellotge mundial Urania (Urania-Weltzeituhr), és un gran rellotge en forma de torreta situat a Alexanderplatz al districte de Mitte de Berlín, Alemanya. Les inscripcions de la seva rotonda metàl·lica permeten determinar l'hora de 148 grans ciutats del món. Des de la seva construcció l'any 1969, s'ha convertit en un atractiu turístic i un lloc de trobada. El juliol de 2015, el govern alemany va catalogar el rellotge com a monument d'importància històrica i cultural.

## Història

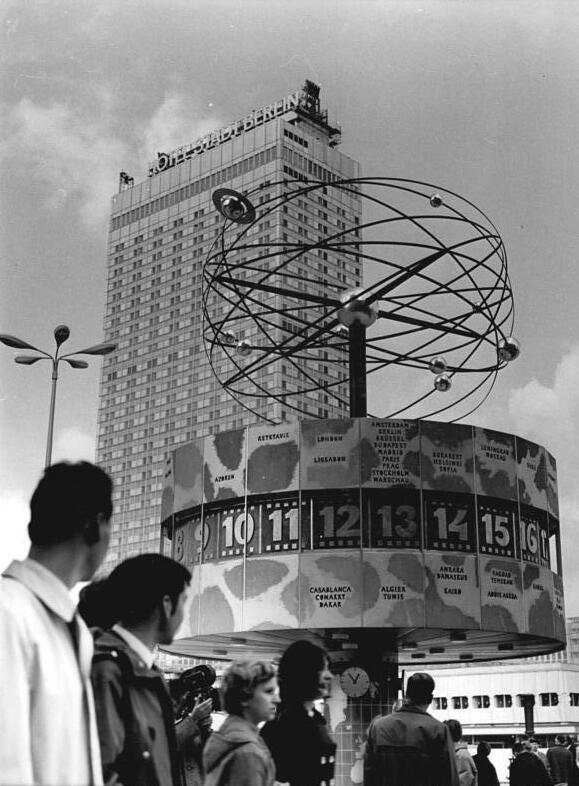
El Rellotge Mundial poc després d'obrir-se al públic, fotografia presa el 3 d'octubre de 1969.

El rellotge, de setze tones de pes, es va presentar al públic el 30 de setembre de 1969, poc abans del vintè aniversari de la República Democràtica Alemanya, al mateix temps que la torre de televisió de Berlín (Fernsehturm). L'edifici del rellotge va formar part d'un pla més ampli per ampliar i reorganitzar la totalitat de l'Alexanderplatz. Al final de l'obra, la plaça era quatre vegades més gran que al final de la Segona Guerra Mundial.
El rellotge està dissenyat pel dissenyador Erich John, un empleat del projecte de transformació d'Alexanderplatz sota la direcció de Walter Womacka. John era professor de l' École supérieure d'art de Berlin-Weißensee (de) (llavors anomenada Hochschule für bildende und angewandte Kunst), on ensenyava disseny de producte. La idea d'aixecar un rellotge a Alexanderplatz va néixer quan, durant la restauració de la plaça l'any 1966, es van trobar les restes de la Columna Urània (Urania-säule), una columna publicitària amb quatre rellotges mecànics d'abans de la Segona Guerra Mundial.
La construcció del rellotge va mobilitzar més de 120 enginyers i especialistes, entre ells l'escultor Hans-Joachim Kunsch i l'empresa Getriebefabrik Coswig.
L'any 1987 es va emetre una moneda commemorativa amb la imatge del rellotge mundial. El 1997, les ciutats de Tel-Aviv i Jerusalem es van afegir al rellotge durant una reparació del mecanisme; quan es va construir, aquestes ciutats es van ometre a causa de les sensibilitats polítiques que envoltaven la nació d'Israel en aquell moment. També s'han actualitzat dues poblacions que han canviat de nom des que es va construir el rellotge: Leningrad a Sant Petersburg i Alma Ata a Almati.

## Funcionament
El rellotge consta d'una gran columna de vint-i-quatre costats la secció transversal de la qual és un tetraicosagon regular. Cada costat de la columna representa una de les vint-i-quatre zones horàries principals de la Terra, i hi estan gravats els noms de les ciutats principals que utilitzen aquesta zona horària. Una rosa dels vents està pintada a la vorera sota la columna que suporta el rellotge. Quatre petits rellotges analògics que recorden els que hi havia a l'antiga Wetter-säule, es troben als costats de la columna que suporta la rotonda i la torreta està prou amunt perquè la gent pugui estar-hi a sota i tenir accés als quatre rellotges.
El cercle de les 24 hores està en constant moviment, encara que és massa lent per ser percebut a cop d'ull. Les hores -en una línia de la una a les vint-i-quatre- giren durant tot el dia. Per llegir el rellotge, l'usuari cerca el costat del tetraicosagon que correspon a la ciutat o zona horària d'interès i llegeix l'hora a continuació. Si el número de l'hora no està perfectament situat en el costat, sinó desplaçat per una fracció, cal estimar el nombre de minuts corresponent a la fracció. Cada número està envoltat per un rectangle de diferents colors la longitud del qual correspon a un costat del tetraicosagon.
A la part alta hi ha una representació artística del sistema solar, feta d'anells i esferes d'acer, que gira una volta per minut. Amb l'escultura mòbil, el rellotge universal arriba als 10 metres d'alçada.
El rellotge és accionat per una centraleta horària i un motor elèctric instal·lat en un espai de 5 m x 5 m x 1,9 m que acciona un tren d'engranatges construït a partir d'una caixa de canvis de l'antic i icònic vehicle Trabant. Durant la restauració del rellotge l'any 1997, l'empresa Aurotec GmbH en va haver de substituir algunes peces originals defectuoses.

## Rol social
El rellotge s'ha convertit des dels anys setanta en el lloc de les manifestacions, així com en una fita per a la trobada dels berlinesos que hi viuen a prop.
El 12 de maig de 1983, els diputats del Bundestag dels Verds, entre ells Petra Kelly, Gert Bastianl i tres diputats més, van desplegar una pancarta davant del rellotge amb la inscripció "Els Verds: De l'espasa a l'arada abans de ser detingut".
Amb motiu del 40 aniversari de la República Democràtica Alemanya, el 7 d'octubre de 1989, els grups polítics de l'oposició van iniciar la seva manifestació des del rellotge fins al Palau de la República. El govern d'Alemanya de l'Est va respondre arrestant més de 1.200 manifestants. Trenta-tres dies després va caure el mur de Berlín.

## Galeria

La torre de televisió al darrere del rellotge mundial.
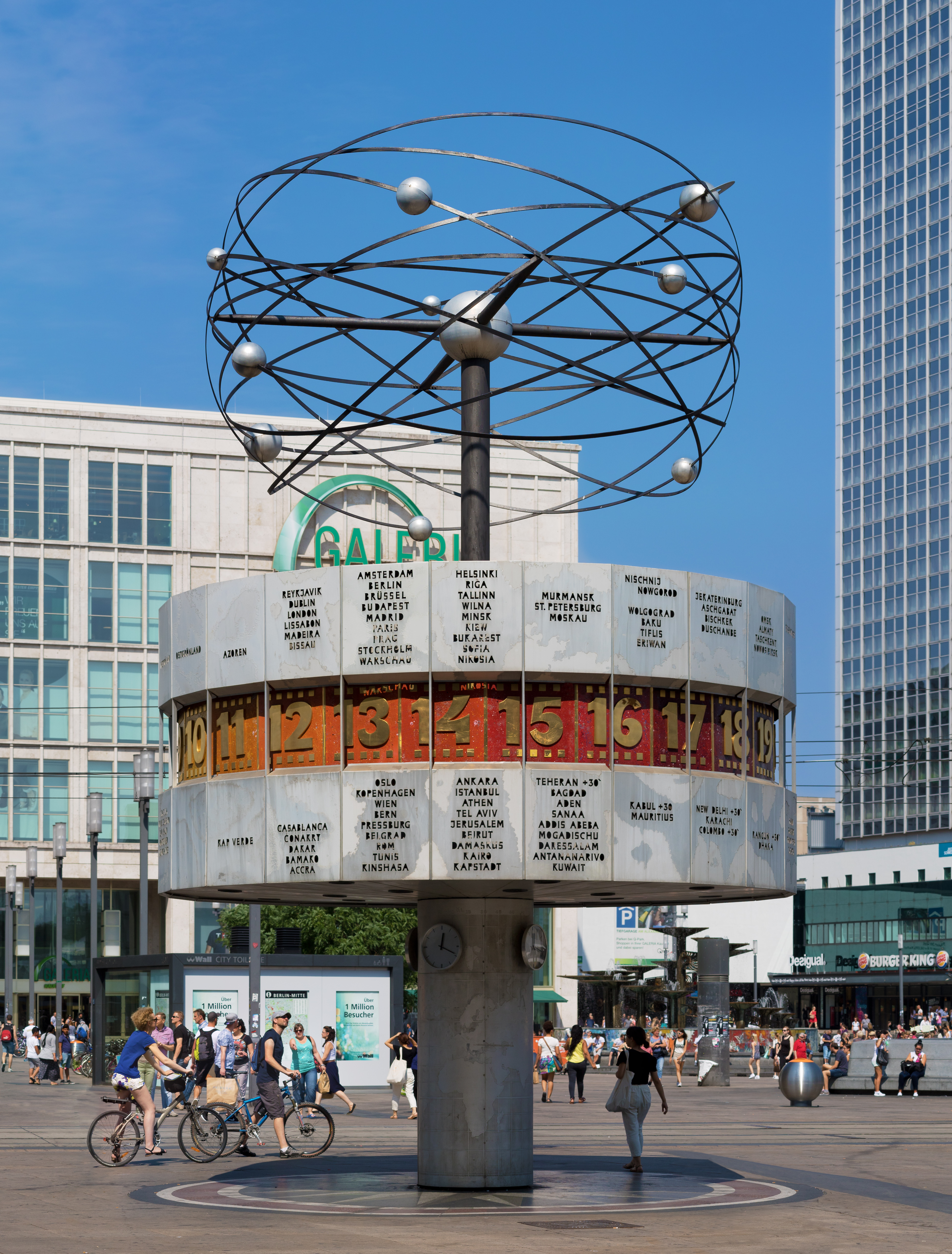
El rellotge el 2015.
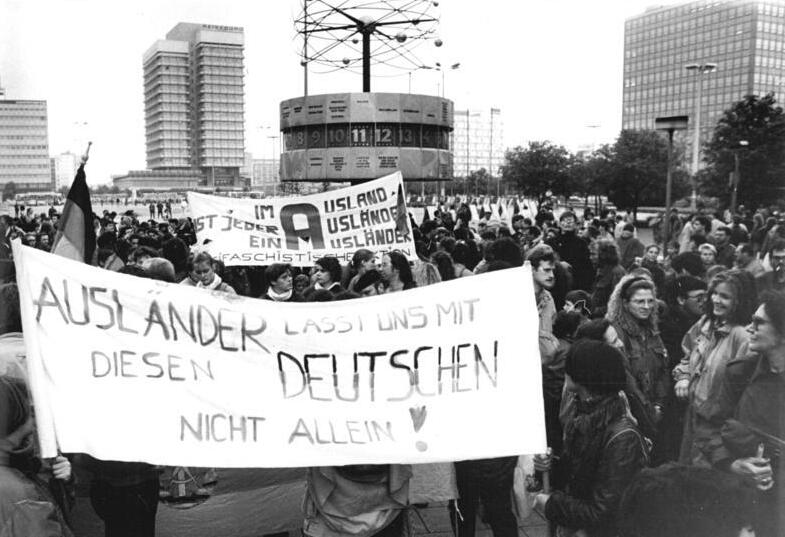
Una manifestació prop del rellotge el 24 d'abril de 1990.
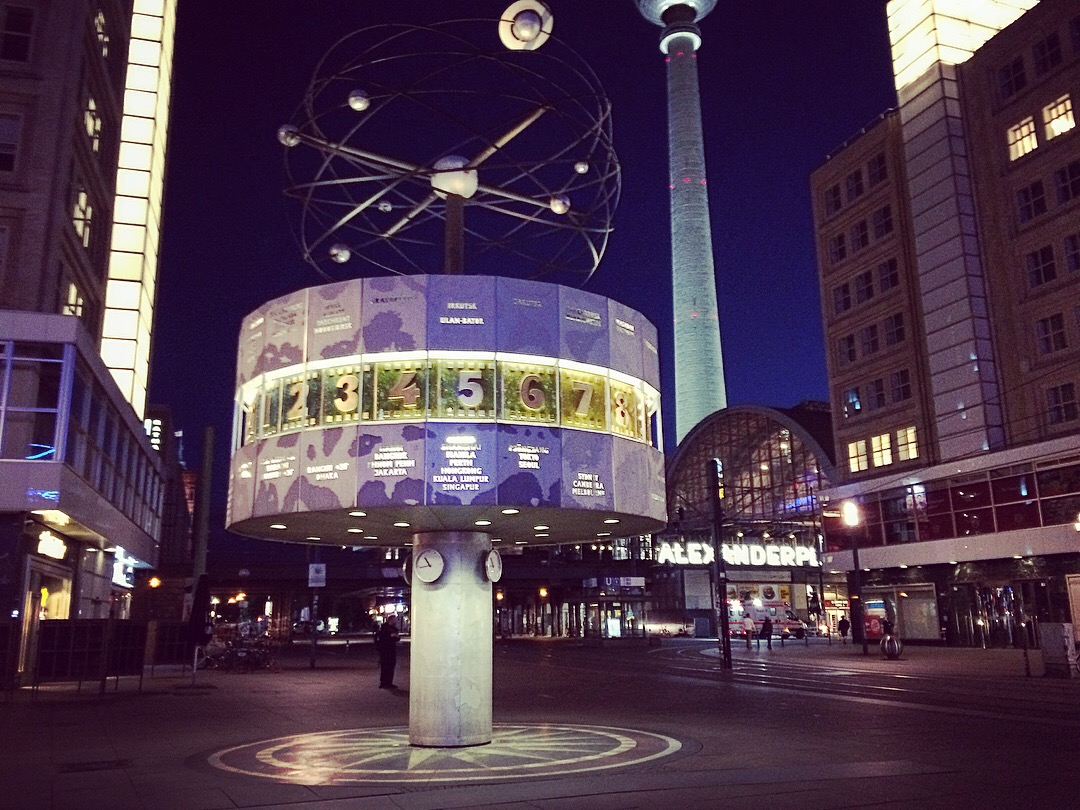
El rellotge mundial, el juliol de 2018.